# Genealogia di Gesù

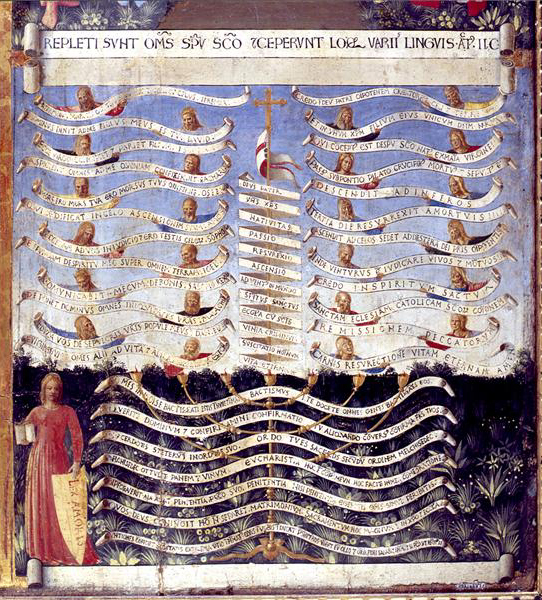
Un pannello dell'Armadio degli Argenti di Firenze, raffigurante la genealogia di Cristo

La genealogia di Gesù, ossia la ricostruzione della stirpe dei suoi ascendenti, è riportata sia nel Vangelo secondo Matteo (1,1-16) che nel Vangelo secondo Luca (3,23-38), ed è commemorata dalla Chiesa cattolica il 24 dicembre, giorno in cui si ricordano gli antenati del Messia.
Nel Vangelo secondo Matteo la genealogia parte da Abramo e giunge, di padre in figlio fino a Gesù, saltando gli antenati durante la deportazione a Babilonia; nel Vangelo secondo Luca, al contrario, risale da Gesù di figlio in padre fino ad Adamo «figlio di Dio». Il numero di generazioni, pur diverso nelle due genealogie, è in entrambe multiplo di sette, numero con un importante valore simbolico nella letteratura semitica. Le genealogie, quindi, hanno un significato simbolico che potrebbe essere stato raggiunto a spese dell'accuratezza storica, ad esempio saltando alcune generazioni. Per Luca la nascita di Gesù è il compimento della storia dell'intera umanità, mentre Matteo si era limitato a sottolineare il compimento della storia del popolo ebraico.
In entrambe le genealogie Giuseppe non viene presentato come padre biologico di Gesù, ma solo come padre adottivo, in accordo con quanto narrato nei due vangeli. La funzione delle due genealogie, perciò, è quella di evidenziare il legame del Messia con la storia ebraica e soprattutto la sua discendenza legale dal re Davide. Ciò consente di applicare a Gesù la profezia di Isaia, che qualifica il messia come germoglio dell'albero di Jesse (Is 11,1-2).
Benché abbiano in comune gli antenati fra Abramo e Davide, l'elenco dei discendenti di quest'ultimo è molto diverso fra le due versioni. Sin dall'antichità ciò è fonte di discussione fra gli studiosi, alcuni dei quali hanno proposto che la genealogia di Luca sarebbe quella biologica materna, anche se oggi questa teoria non incontra il favore degli studiosi, anche cristiani, come precisato nella sottostante sezione "Attendibilità storica dei vangeli su Natività e genealogia di Gesù".

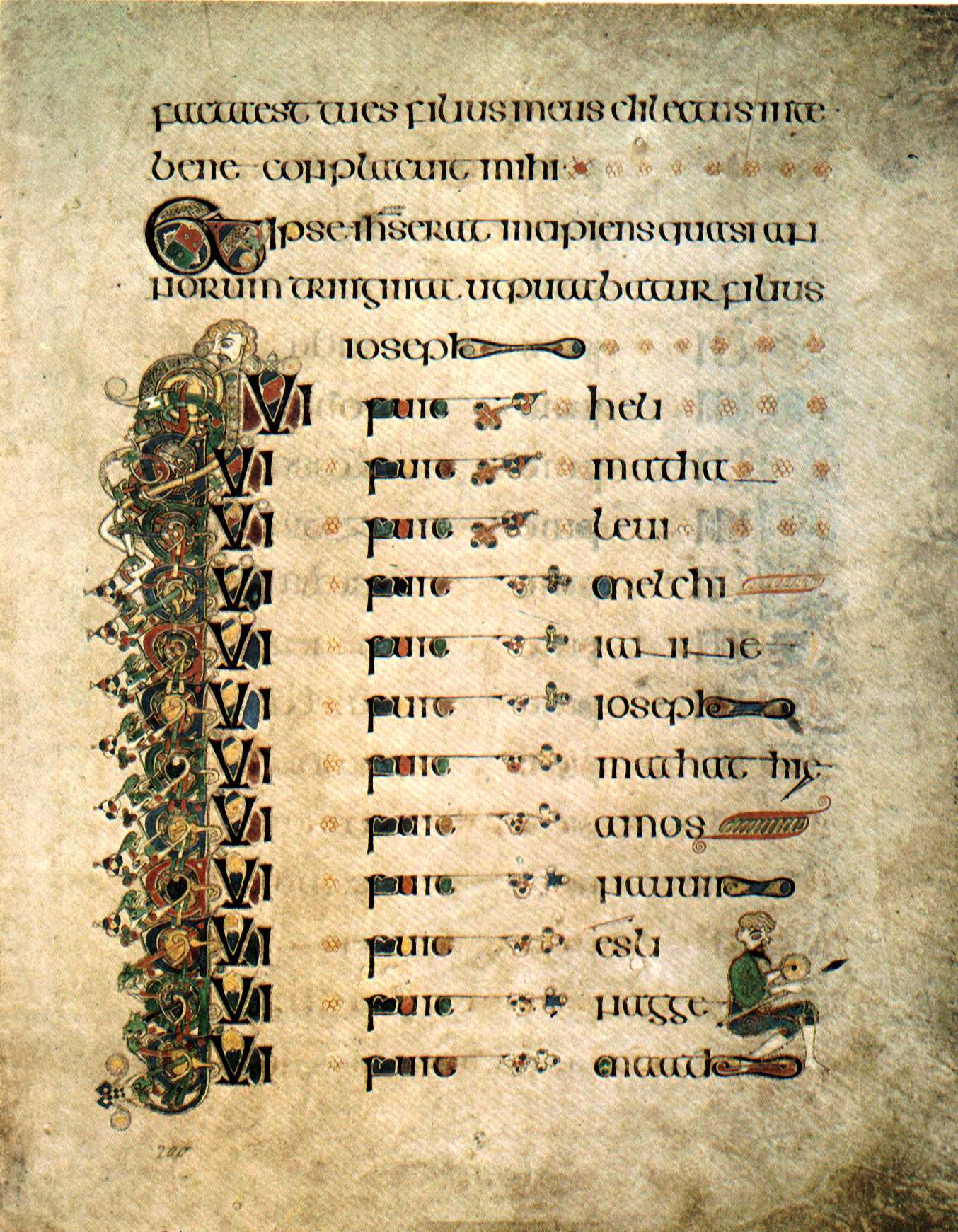
Genealogia di Gesù secondo Luca, dal Libro di Kells trascritto da monaci cristiani celti dell'VIII secolo

## Genealogia

### Generazioni antecedenti Abramo
Sono elencate solo nel Vangelo secondo Luca, 3,34-38. L'aggiunta del nome "Dio" a quello dei 20 patriarchi della Genesi (come nominati dai LXX) consente di raggiungere 3x7=21 antenati. Ovviamente Dio, che ha dato origine ad Adamo tramite un atto di creazione e non di generazione biologica, è disomogeneo dal resto della lista. Il contrasto serve ad evidenziare che la storia umana che conduce a Cristo è omogenea al piano creatore di Dio.
1. Dio
2. Adamo
3. Set
4. Enos
5. Chenan
6. Malaleèl
7. Iared
8. Enoc
9. Matusalemme
10. Lamec
11. Noè
12. Sem
13. Arfacsad
14. Cainam
15. Sala
16. Eber
17. Falek
18. Ragau
19. Seruc
20. Nacor
21. Tare

### Generazioni da Abramo a Davide
Le 7×2=14 generazioni sono presentate in buon accordo sia dal Vangelo secondo Matteo 1,1-6 sia dal Vangelo secondo Luca 3,31-34, che, tuttavia, non cita le tre mogli. Fra Esrom e Aminadab alcuni manoscritti lucani inseriscono due generazioni, Arni e Admin, al posto di Aram. In questo modo non occorre duplicare il nome di Davide per ottenere che il numero di generazioni sia multiplo di sette sia in questa lista che in quella successiva.
1. Abramo
2. Isacco
3. Giacobbe
4. Giuda (padre) - Tamar (madre)
5. Fares
6. Esrom
7. Aram (oppure Arni e Admin)
8. Aminadab
9. Naasson
10. Salmon (padre) - Racab (madre)
11. Booz (padre) - Rut (madre)
12. Obed
13. Iesse
14. Davide

### Generazioni da Davide a Giuseppe
Luca elenca 6×7= 42 generazioni; Matteo 4×7=28.
| nº | Vangelo secondo Luca 3,23-31 | nº | Vangelo secondo Matteo 1,6-16          |
| -- | ---------------------------- | -- | -------------------------------------- |
| 1  | Davide                       | 1  | Davide (padre) - Betsabea (madre)      |
| 2  | Natam                        | 2  | Salomone                               |
| 3  | Mattatà                      | 3  | Roboamo                                |
| 4  | Menna                        | 4  | Abia                                   |
| 5  | Melèa                        | 5  | Asaf                                   |
| 6  | Eliachim                     | 6  | Giosafat                               |
| 7  | Ionam                        | 7  | Joram                                  |
| 8  | Giuseppe                     | 8  | Ozia                                   |
| 9  | Giuda                        | 9  | Jotham                                 |
| 10 | Simeone                      | 10 | Acaz                                   |
| 11 | Levi                         | 11 | Ezechia                                |
| 12 | Mattàt                       | 12 | Manasse                                |
| 13 | Iorim                        | 13 | Amon                                   |
| 14 | Elièzer                      | 14 | Giosia                                 |
| 15 | Gesù                         | 15 | Ieconia                                |
| 16 | Er                           |    | deportazione a Babilonia               |
| 17 | Elmadàm                      |    |                                        |
| 18 | Cosam                        |    |                                        |
| 19 | Addi                         |    |                                        |
| 20 | Melchi                       |    |                                        |
| 21 | Neri                         |    | ritorno dalla deportazione a Babilonia |
| 22 | Salatiel                     | 16 | Salatiel                               |
| 23 | Zorobabèle                   | 17 | Zorobabèle                             |
| 24 | Resa                         | 18 | Abiud                                  |
| 25 | Ioanan                       | 19 | Eliachim                               |
| 26 | Ioda                         | 20 | Azor                                   |
| 27 | Iosec                        | 21 | Sadoc                                  |
| 28 | Semèin                       | 22 | Achim                                  |
| 29 | Mattatìa                     | 23 | Eliud                                  |
| 30 | Maat                         | 24 | Eleazar                                |
| 31 | Naggài                       | 25 | Mattan                                 |
| 32 | Esli                         | 26 | Giacobbe                               |
| 33 | Naum                         |    |                                        |
| 34 | Amos                         |    |                                        |
| 35 | Mattatìa                     |    |                                        |
| 36 | Giuseppe                     |    |                                        |
| 37 | Innài                        |    |                                        |
| 38 | Melchi                       |    |                                        |
| 39 | Levi                         |    |                                        |
| 40 | Mattàt                       |    |                                        |
| 41 | Eli                          |    |                                        |
| 42 | Giuseppe                     | 27 | Giuseppe                               |
| 43 | Gesù                         | 28 | Gesù                                   |

## Il numero delle generazioni nel simbolismo ebraico
Sia Matteo sia Luca presentano un numero di generazioni multiplo di 7 (6×7=42 Matteo e 11×7=77 Luca). Questo risultato è ottenuto in modo trasparente, ad esempio indicando Dio come "capostipite" in Luca oppure saltando alcuni re di Giuda in Matteo. Il numero 7 nelle letterature semitiche indica completezza; l'artificio letterario, quindi, è solo un simbolo per segnalare che con la nascita di Gesù "il tempo è compiuto" (cfr. Mt 1,22).
Il numero delle settuple è collegato in entrambi i casi al numero 12 (6=12/2 in Matteo e 11=12-1 in Luca). Anche il dodici è universalmente un simbolo di completezza: 12 mesi, 12 patriarchi, 12 fatiche di Ercole, ecc. In alcune fonti rabbiniche la storia del mondo viene suddivisa in dodici "settimane". Matteo quindi sembra indicare che Gesù è il centro della storia, mentre Luca segnala che egli inaugura l'ultima settimana, quella escatologica.
Matteo, inoltre, suddivide esplicitamente la genealogia in una terna di quattordici generazioni ciascuna (Mt 1,17) e anche in Luca i numeri delle generazioni di antenati e di successori di Davide sono multiple di 14, numero che nella ghematria è il valore che corrisponde proprio al nome Davide. In ebraico ogni consonante ha un valore numerico. La somma dei valori numerici delle consonanti di Davìd da 14. La ripetuta ricorrenza del numero 14 vuole sottolineare la discendenza davidica di Gesù e quindi l'avverarsi delle profezie che annunciavano l'arrivo di un messia della stirpe di Davide.

### Il numero 42
La suddivisione della genealogia nel Vangelo di Matteo è divisa tre gruppi di quarantadue nomi. Esistono tuttavia significative complicazioni con questo tipo di suddivisione, infatti in realtà vi sono soltanto 41 nomi nella lista (compreso lo stesso Gesù) e non 42 (14×3). Sono state date diverse interpretazioni per dare una spiegazione a questa caratteristica numerica. Una prima spiegazione è che il nome di Davide dovrebbe essere contato due volte poiché egli viene menzionato due volte nella genealogia, sia nei primi 14 nomi risalenti al periodo dei Re sia nei 14 nomi successivi. Questa logica, però, implicherebbe che venga contato due volte anche il re Ieconia, che compare sia prima sia dopo l'esilio a Babilonia e ciò farebbe salire a 43 il numero dei nomi nella lista.
Una spiegazione più attendibile e accettata consiste nell'ipotizzare una confusione di Ieconia con un altro personaggio dal nome simile. Secondo l'antico testamento, infatti, un re di nome Jehoiakim si trova tra Giosia e Ieconia e dato che la seconda teoforia nel nome Ieconia (Jeconiah) la -iah è trasposta nel mezzo del nome nel Libro dei Re, come Jehoiachin, è plausibile che l'autore del vangelo di Matteo, o un trascrittore successivo, abbiano confuso Jehoiakim con Jehoiachin. Ciò spiegherebbe anche perché il testo identifica Giosia come padre di Ieconia invece che come suo nonno e perché Ieconia, solitamente considerato figlio unico, sia elencato come avente numerosi fratelli, una descrizione altrove considerata più appropriata per Jehoiakim.
Considerando che gli intervalli di tempo citati da Matteo (Mt1,17) sono troppo ampi per contenere solo 14 generazioni e che la sua genealogia è quasi del tutto differente da quella lucana e inoltre che la stessa natività di Gesù descritta non è storica ma introdotta dallo stesso Matteo con motivazioni teologiche, si può supporre che l'evangelista abbia unito liste genealogiche diverse che gli erano pervenute e le abbia modificate ulteriormente per i suoi scopi, come meglio precisato nelle sottostante sezione "Attendibilità storica dei vangeli su Natività e genealogia di Gesù".

## Differenze tra le genealogie da Davide e Giuseppe
Come illustrato nella precedente tabella, le genealogie di Luca e Matteo si dividono a Davide. Matteo continua con Salomone e i re seguenti, saltandone diversi sino a Zorobabele, ultimo esponente della dinastia che raggiunse la notorietà, pur senza diventare re. I nomi fra Zorobabele e Giuseppe non appaiono in alcun punto dell'Antico Testamento o altri testi, a parte un paio di eccezioni. Luca, invece, si collega a Nathan, il figlio di Davide meno conosciuto, e continua elencando 40 persone prima di Giuseppe, pressoché nessuno dei quali corrisponde a quelli di Matteo o appare in altri documenti storici.
Zorobabele e Salatiel sono elencati sia nella genealogia secondo Luca, sia in quella secondo Matteo, ma in Luca Salatiel non è riportato come figlio di Ieconia, ma piuttosto come figlio di Neri. Trattandosi di nomi allora molto diffusi lo Zorobabele e il Salatiel di Matteo potrebbero essere persone diverse da quelle di Luca.
La genealogia è ulteriormente complicata dal fatto che il primo libro delle Cronache 3,19 afferma che il padre di Zorobabele era Pedaià, un fratello di Salatiel ("Sealtiel" nel testo masoretico), ma ciò potrebbe essere spiegato con la legge del levirato.
Entrambe le genealogie terminano con nomi diversi, con Luca che termina con Eli e Matteo con Giacobbe.
Molte teorie sono state proposte per spiegare quest'ultima discrepanza. La più antica, attribuita a Giulio l'Africano, usa il concetto di Legge del Levirato, e suggerisce che Mattatia (nonno di Giuseppe secondo Luca) e Mattan (nonno di Giuseppe secondo Matteo) fossero fratelli e avessero sposato la stessa moglie (uno dopo l'altro). Questo vorrebbe dire che il figlio di Matthan (Giacobbe) potrebbe essere il padre biologico di Giuseppe e che il figlio di Mattan (Eli) era il suo padre legale o viceversa.

## Armonizzazioni e altre spiegazioni

### Gesù erede legale del trono di Giudea
L'autore del Vangelo secondo Matteo comincia con Salomone e procede attraverso i re del Regno di Giuda, fino ad includere Ieconia  (=Ioiachin). Alcuni dei re di Giuda sono omessi. In particolare Ozia è definito figlio di Ioram, saltando quindi quattro generazioni, mentre Ieconia è detto figlio di Giosia, pur essendone solo il nipote, saltando Ioiakim.
Con Ieconia la linea dei re termina, perché Israele fu conquistato dai Babilonesi. I nomi continuano con il figlio di Ieconia e suo nipote Zorobabele, che è una figura importante del Libro di Esdra: egli guidò parte del rientro a Gerusalemme e dal 520 a.C. diresse la ricostruzione del Tempio.
Gesù, infine, è indicato come figlio adottivo di Giuseppe e perciò erede legale del trono di Giudea. Il salto di molte generazioni avrebbe solo lo scopo di mantenere il numero di generazioni regali pari a 14, il numero che rappresenta Davide secondo la ghematria.
La genealogia di Matteo è stata tradizionalmente rappresentata da un albero detto albero di Jesse, che mostra la discendenza di Gesù da Iesse, padre del Re Davide.

### Gesù discendente biologico di Davide
Ireneo di Lione e Tertulliano furono i primi ad affermare che Gesù doveva discendere biologicamente da Davide per parte materna, rendendo pienamente vera la profezia del Salmo 131,11 e l'annuncio dell'angelo a Maria. . Solo così, inoltre, poteva essere interpretata l'affermazione di Paolo di Tarso che Gesù era "nato dal seme di Davide secondo la carne". La discendenza davidica di Maria è comune fra i padri della Chiesa.
Secondo Giovanni Damasceno la genealogia secondo Luca è proprio quella di Maria, poiché Eli sarebbe suo padre, mentre Matteo descriverebbe la genealogia di Giuseppe. Questa teoria implica che Giuseppe, indicato come "figlio di Eli", fosse in realtà "genero di Eli". L'utilizzo, infatti, del termine "figlio" anche per un genero non è insolito. Curiosamente una "Maria figlia di Eli" compare anche nel Talmud di Gerusalemme, in Hagigah 77, 4 ·  · . L'identificazione della Maria evangelica con quella talmudica è discussa.
L'ipotesi di Giovanni Damasceno fu promossa da Annio di Viterbo nel 1502 e da allora ha ottenuto una notevole accettazione. Eli, infatti, potrebbe essere un nome equivalente a Gioacchino, il nome del padre di Maria secondo il Vangelo apocrifo di Giacomo e molti padri della chiesa.
Secondo la genealogia di Luca, Gesù risulterebbe "figlio di Davide" anche secondo la carne tramite Nathan, uno dei tanti figli di Davide, ma non discenderebbe né da Salomone né dagli altri re di Giuda che sacrificarono agli idoli.
Tommaso d'Aquino aggiunse all'ipotesi di Ireneo quella che Maria appartenesse alla tribù di Levi per parte di madre. Maria, infatti, era parente di Elisabetta  (Luca 1,36), che «discendeva dalla famiglia di Aronne» (Luca 1,5).
I quattro Vangeli canonici nulla dicono né dei genitori di Maria Vergine né di quelli di Elisabetta. Una menzione dei vangeli apocrifi vuole Maria e Elisabetta figlie di sorelle (Anna ed Esmeria), tradizione accettata dalla Chiesa Ortodossa di Oriente.
Secondo Raymond Brown, concordemente ad altri studiosi attuali, anche cristiani, l'ipotesi della discendenza davidica da Maria nella genealogia lucana "non può essere presa sul serio: una genealogia tracciata attraverso la madre non è normale nel giudaismo, e Luca chiarisce che sta tracciando la discendenza di Gesù attraverso Giuseppe [Lc3,23-24]", inoltre "se Maria fosse della casa di Davide, perché sarebbe necessario dire ai lettori della discendenza di Giuseppe? Più tardi gli scrittori della Chiesa attribuirono la discendenza davidica a Maria (non necessariamente attraverso la genealogia lucana), ma spesso questo derivava dall'incapacità di comprendere che in una mentalità ebraica, attraverso il riconoscimento di Giuseppe, Gesù poteva essere legalmente, anche se non biologicamente, il figlio di Giuseppe e così condividere la discendenza davidica di Giuseppe" (si veda anche quanto precisato nelle sottostante sezione "Attendibilità storica dei vangeli su Natività e genealogia di Gesù").

### L'attesa ebraica dei due messia e la tradizione esoterica dei due Gesù
Nella tradizione ebraica c'è anche l'ipotesi dell'arrivo escatologico di due messia: uno con caratteristiche regali e l'altro con caratteristiche sacerdotali. Questa ipotesi si fonda anche sul precedente della ricostruzione del Tempio di Gerusalemme nel periodo persiano ad opera del governatore Zorobabele, di stirpe davidica, e del sommo sacerdote Giosuè, riflessa poi nel Libro di Zaccaria, nell'apocrifo Libro di Enoch e nei manoscritti del Mar Morto.  J.A.Soggin scrive: "Su questa teoria della complementarità dei due poteri, quello civile e quello religioso, si è fondata tutta una speranza in seno al tardo giudaismo, specialmente in seno all'apocalittica: quella in un duplice Messia". La tradizione compare anche nel Testamento dei Dodici Patriarchi, uno scritto di origine giudaica, ma probabilmente rivisto da copisti cristiani.
A questa tradizione si affianca nel Talmud babilonese e nell'ebraismo cabalistico la convinzione, tuttora diffusa, che possa esserci un messia escatologico discendente da Davide (cioè dal patriarca Giuda) e un altro discendente dal patriarca Giuseppe. Il messia di Giuseppe dovrebbe essere trucidato in accordo con la profezia di Zaccaria 12:10, mentre quello davidico regnare. 

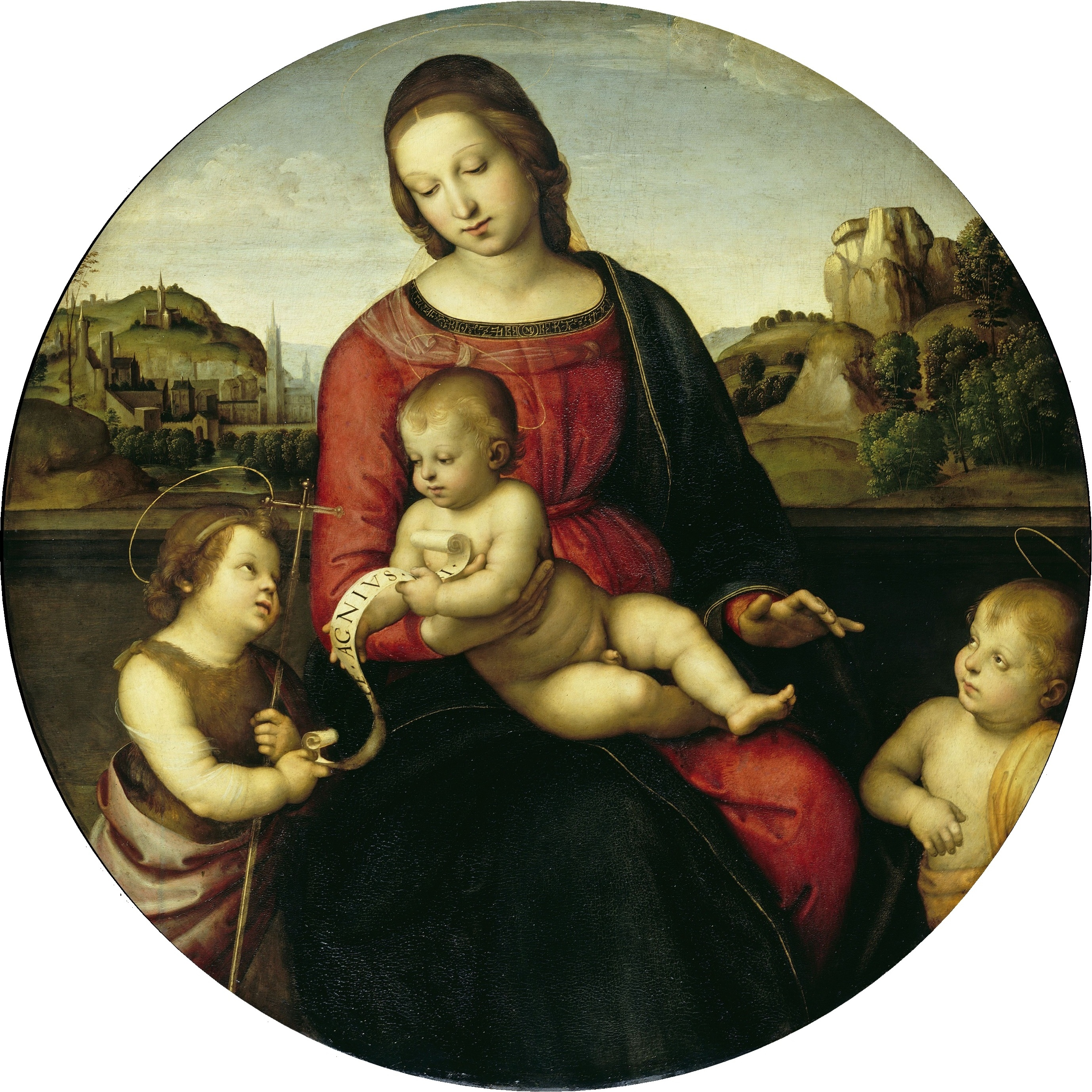
Raffaello, Madonna del Duca di Terranova: Gesù tra le braccia della Madre, attorniata dal piccolo Giovanni il Battista e da un altro bambino con l'aureola.

La tradizione ebraica è stata reinterpretata in ambito esoterico alla luce della doppia genealogia di Gesù tramandata dai Vangeli, che sarebbe da ricondurre all'effettiva esistenza di due diversi bambini Gesù, entrambi discendenti da Davide, ma uno per parte di Salomone, l'altro per parte di Nathan.
L'esistenza di questa tradizione esoterica in ambito cristiano sarebbe comprovata, per esempio, da alcune opere di Raffaello, Defendente Ferrari, Bernard van Orley, Spanzotti, Bergognone.

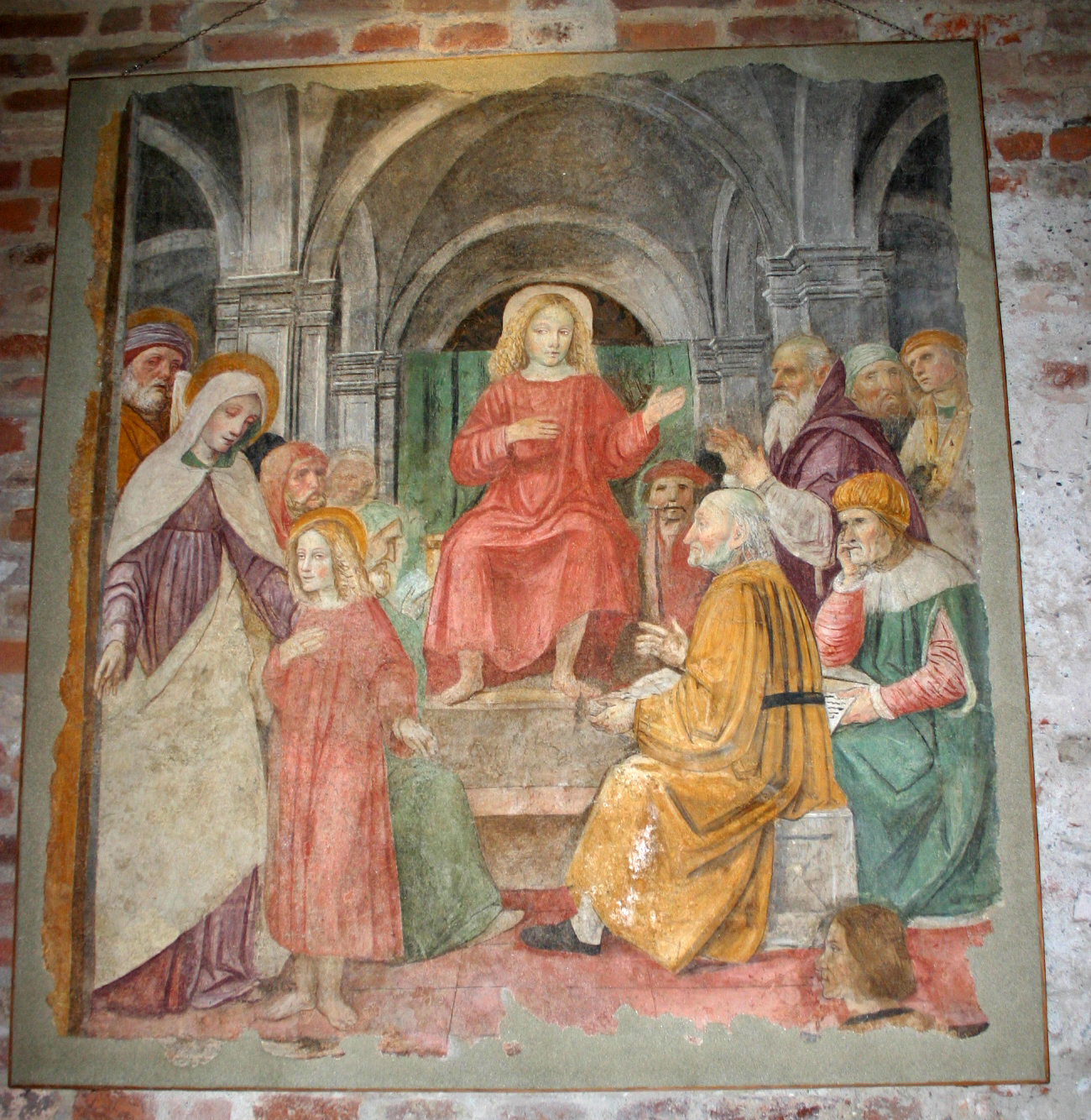
Affresco del Bergognone nella basilica di Sant'Ambrogio a Milano, che raffigura Gesù dodicenne tra i dottori; Gesù è rappresentato anche in basso a sinistra insieme a Maria nell'atto di congedarsi. Un altro Gesù o soltanto due fasi successive della stessa vicenda?

L'esoterista austriaco Rudolf Steiner ha riproposto ai primi del Novecento la tesi dei due Gesù, argomentandola in una conferenza del 1913. La tesi, assieme ad altre concezioni steineriane entrò nel bagaglio culturale della "Comunità Cristiana", il movimento religioso creato da alcuni pastori luterani, che avevano abbracciato le tesi steineriane. Emil Bock, uno dei fondatori della Comunità Cristiana, ha approfondito la tesi dell'esistenza di due Gesù, esponendola poi in un libro..
Il Gesù salomonico, rappresentante della linea regale di Davide, sarebbe stato più anziano di qualche anno; in lui sarebbe confluita la sapienza dell'antico fondatore dello zoroastrismo, che i re Magi sarebbero venuti ad adorare nella sua persona, come riferito da Matteo. Il Gesù natanico, rappresentante della linea sacerdotale, a cui resero omaggio i pastori nella mangiatoia come descritto da Luca, sarebbe stato invece un genio dell'amore, dell'empatia. All'età di 12 anni, in quest'ultimo sarebbe affluito lo spirito del Gesù sapiente, che sarebbe morto poco dopo. Anche la madre Maria del Gesù natanico e il padre Giuseppe di quello salomonico sarebbero morti in seguito; pure i loro genitori erano tra l'altro omonimi. A quel punto, il Giuseppe natanico accolse in famiglia l'altra Maria, alla quale per questo motivo Gesù si rivolgerà nei Vangeli chiamandola «donna» e non madre. A lei avrebbe confidato tutto il dolore e la profonda sofferenza accumulati nei viaggi che avrebbe condotto dai 19 ai 30 anni, in cui sperimentò la perdita della spiritualità e delle rivelazioni del mondo celeste non solo presso i Giudei ma anche tra la gente pagana. Solo dopo che quel carico di compassione si fu riversato in Maria, l'io zoroastriano si ritirò da lui, e il Gesù natanico poté accogliere in sé lo spirito del Cristo disceso dal cielo su di lui al momento del battesimo nel Giordano, fino a compenetrarsi completamente nella sua condizione umana con la crocifissione avvenuta nel 33º anno di età.

## Brevità
Tra i tanti, Brown ha fatto notare che la genealogia di Matteo sembra procedere troppo velocemente - conta 28 generazioni tra Davide e Giuseppe, dando una lunghezza media approssimativa per generazione di 35 anni, estremamente lunga per una genealogia antica. Herezon viene menzionato nella Genesis 46:12 in riferimento alla trasferta in Egitto di Giuseppe, mentre Amminadab, l'uomo che Matteo dichiara essere il nipote di Herezon, è menzionato in Numeri 1:7, in riferimento agli eventi successivi all'esodo, lasciando solo tre generazioni a coprire l'intero periodo della permanenza in Egitto degli israeliti, che presumibilmente durò diversi secoli. Questa prima parte di Matteo 1:8 coincide con la lista dei Re di Giudea che è presente in diverse altre parti della Bibbia. Tuttavia queste altre liste annoverano come figlio di Jehoram Acazia mentre Ozia è un diverso monarca che visse diverse generazioni più tardi. Ciò significa che la genealogia di Matteo salta Acazia, Atalia, Ioas, e Amasia.
Coloro che credono nella infallibilità della Bibbia affermano che la genealogia non necessariamente debba essere completa e che l'autore del vangelo di Matteo abbia deliberatamente omesso coloro che non era indispensabile far comparire nella lista, altri invece vedono ragioni politiche in queste omissioni di alcuni personaggi.
Una teoria vuole che quei nomi siano stati omessi a causa della loro empietà, o perché siano stati assassinati, ma persino personaggi discutibili come Manasse ed Amon sono presenti nella lista. Gundry sostiene la teoria popolare secondo la quale questi monarchi siano stati lasciati fuori della lista a causa della loro comune discendenza da Acab, per via di sua figlia Atalia, entrambi oggetto di condanna nella percezione Giudaica. Gundry crede anche che la loro rimozione sia stata motivata dal fatto che l'autore intendesse suddividere la genealogia in tre sottogruppi di quattordici nomi, con Gesù come parte terminale di questa successione storica.
Albright e Mann sostengono invece una teoria differente, secondo la quale l'autore, o l'ultimo scriba del manoscritto, abbia fatto un banale errore di trascrizione, noto come omoioteleuto, confondendo Acazia e Ozia a causa della similarità della parte finale dei due nomi. A questo proposito, la suddivisione in tre sottoliste di quattordici nomi non era originariamente presente, ma venne scoperta solo dopo l'errore dello scriba, con Matteo 1:17, che discute quella suddivisione come un'aggiunta successiva al testo.
La genealogia di Luca è notevolmente più lunga di quella di Matteo, e presenta un numero superiore di nomi. Il fatto che Luca vada molto oltre al meno acclamato figlio di Davide, Nathan e non include i nomi dei sovrani d'Israele nel lignaggio di Gesù è un elemento a favore della sua credibilità. Tuttavia, mentre i nomi citati da Matteo coincidono con il periodo storico nel quale si suppone siano vissuti, i nomi in Luca sembrano essere privi di conferme storiche - poiché essi rispecchiano nomi e fonemi propri del I secolo, piuttosto che rispecchiare l'età in cui essi vissero realmente.

### Duplicazione, concordanza e copia
Zadok è generalmente annoverato per essere vissuto circa 150 anni dopo l'inizio del periodo di Zorobabele. Si tratta di un periodo di tempo molto lungo per poter essere coperto solo da Zorobabele, Abiud, Eliakim, e Azor, e così molti studiosi ritengono che una lista come quella di Matteo non sia sufficientemente accurata, mentre quella di Luca possiede molti più nomi per quel preciso periodo.
I nomi tra quello di Zorobabele e Zadok (Abiud, Eliakim, ed Azor) non sono noti in nessun altro documento precedente al Vangelo di Matteo, inducendo molti studiosi, compreso Gundry, a supporre che l'autore di quest'opera li abbia semplicemente inventati. Agli occhi di diversi studiosi, nel momento in cui la lista di nomi si allontana dalla genealogia riconosciuta dei sovrani ebraici essa è stata interamente fabbricata ad arte fino a raggiungere l'identità riconoscibile del padre di Giuseppe. I nomi elencati sono nomi molto frequenti in quell'epoca storica e per questo motivo lo studioso Gundry suppone che l'autore di questa lista li abbia attinti in maniera casuale da parte delle Cronache, mescolandole in maniera da non rivelare il suo artefatto. Secondo Gundry:
- L'autore di Matteo amava il significato di figlio di Giuda che soggiace dietro il nome Abiu, un sacerdote, e lo ha modificato per trasformarlo in Abiud.
- L'autore ha così cambiato il nome del successore di Abiu, Eliezer, in Eliakim per collegarlo con l'Eliakim di Isaia 22 e con Jehoiakim
- Il terzo nome proviene da un altro importante sacerdote - Azariah - che l'autore abbreviò in Azor.
- Achim è un'abbreviazione del figlio di Zadok, Achimaas
- Eliezer, un'altra figura da Cronache è trasformata in Eliud.

Il fatto più significativo resta comunque la divergenza stessa delle due geneaologie.
Una spiegazione plausibile è che gli autori si rifacessero entrambi a una fonte ebraico-aramaica andata perduta (la cosiddetta fonte Q), ma non avendo trovato in questa alcuna discendenza, o solo una discendenza incompleta, nel momento della redazione greca del vangelo abbiano tentato di colmare questa lacuna seguendo due genealogie distinte. Ciò sta a dimostrare, tra l'altro, l'impossibilità di un confronto (distanza fisica e temporale) fra le due versioni dei vangeli.

## Attendibilità storica dei vangeli su Natività e genealogia di Gesù
Sull'attendibilità storica delle due fonti evangeliche riguardanti la Natività, molti studiosi, anche cristiani, reputano che i resoconti dei vangeli di Matteo e Luca, oltre a vari problemi di inconciliabilità, abbiano carattere non storico ma teologico e siano stati probabilmente aggiunti successivamente. John Dominic Crossan, tra i cofondatori del Jesus Seminar, ritiene - analogamente, tra gli altri, agli esegeti della Bibbia di Gerusalemme, al teologo cristiano Rudolf Bultmann, agli studiosi del "Nuovo Grande Commentario Biblico" e al biblista Bart Ehrman - che le narrazioni di Matteo e Luca, "caratterizzate da una tale libertà compositiva", non abbiano carattere storico ma rispondano alle necessità teologiche degli evangelisti, mentre Raymond Brown - che considera questi due resoconti dell'infanzia non storici e in contraddizione tra loro, tanto che "gli sforzi per armonizzare le narrazioni in una storia unica sono del tutto irrealizzabili" - ritiene che gli autori dei Vangeli di Matteo e Luca abbiano inserito, probabilmente dopo la stesura dei loro vangeli, tutto o parte dei racconti delle natività in base alle proprie necessità redazionali e teologiche e considera gli "evangelisti come autori veramente creativi e non semplici redattori". In merito alla ricerca storica relativa, osserva inoltre Brown che "il risultato finale di alcuni aspetti di questa ricerca passata è stato, per i cristiani istruiti, quasi di imbarazzo sul valore delle narrative dell'infanzia. Ora la dottrina biblica sembra muoversi in una fase di ricerca più feconda, mentre cerca di recuperare il valore delle storie d'infanzia a livello teologico" e che "in un certo senso le narrazioni della nascita e dell'infanzia di Gesù sono le ultime frontiere da attraversare nell'incessante avanzamento dell'approccio scientifico (critico) ai Vangeli. Per i cristiani più conservatori questa frontiera può essere senza alcuna demarcazione, poiché ci sono ancora molti che non riconoscono che il materiale dell'infanzia ha un'origine e una qualità storica molto diversa da quella del resto dei Vangeli". 
Tali studiosi ritengono, inoltre, che la narrazione della nascita di Gesù sia stata in realtà modellata su quella di Mosè, a sua volta derivata da precedenti tradizioni di altri popoli. 
Va, infine, considerato come Matteo e Luca non siano storicamente affidabili in molti dei loro resoconti, inserendo nei vangeli le proprie visioni teologiche e necessità redazionali.
In merito alle genealogie riportate in tali resoconti di Matteo e Luca, gli studiosi dell'interconfessionale Bibbia TOB osservano che  "le due genealogie sono diverse e piuttosto artificiali, come spesso le genealogie dell'epoca" e quelli del "Nuovo Grande Commentario Biblico" rilevano che "tra la genealogia di Luca e quella di Matteo, sono più numerose le differenze che le somiglianze. [...]  Luca ha utilizzato una fonte della genealogia davidica diversa da quella di Matteo. Questa fonte, che ha 36 nomi completamente sconosciuti a Matteo e all'Antico Testamento, usava nella sua teologia il numero sacro biblico sette. Da Giuseppe a Dio ci sono sette volte undici nomi"; anche il biblista Mauro Pesce, analogamente al biblista Bart Ehrman, commenta che "ci sono diversità tra le due ascendenze perché nessuna delle due riflette una realtà storico-genealogica. Si tratta di costruzioni ideologiche, tentativi di immaginare e ricostruire - nel modo che agli autori sembrava migliore - la collocazione di Gesù nella storia di Israele per assegnargli un ruolo centrale". Raymond Brown, concordemente, evidenzia, in merito al tentativo di riconciliare le due genealogie, che "molto spesso un tale tentativo deriva dal presupposto religioso che queste devono essere riconciliate perché non potrebbero esistere nella Scrittura a meno di non essere entrambe registrazioni storicamente accurate degli antenati di Gesù"; invece, "entrambe le genealogie possono essere veramente ispirate da Dio sia che solo una o nessuna delle due sia un resoconto storico accurato della famiglia. (In effetti, insistendo ulteriormente, vorrei chiedere: se uno fa appello all'intenzione di Dio di sostenere che le genealogie devono essere storicamente riconciliabili, perché Dio non ha ispirato ciascun evangelista a darci lo stesso resoconto?) Le genealogie hanno scopi diversi" ed "entrambe possono essere accurate per la propria funzione, ad esempio, l'intenzione di Matteo di mostrare che Gesù è il Messia Davidico e l'intenzione di Luca di mostrare che Gesù è il Figlio di Dio"; le motivazioni per cui gli evangelisti siano giunti a tali storicizzazioni della discendenza davidica possono essere così semplificate: "la comunità cristiana credeva che Gesù avesse adempiuto alle speranze di Israele; prominente tra quelle speranze era l'aspettativa di un Messia, e così il titolo tradizionale "Messia" fu dato a Gesù; ma nel pensiero ebraico il Messia era considerato di discendenza davidica; di conseguenza Gesù fu descritto come "figlio di Davide"; e alla fine una genealogia davidica fu modellata per lui".
Risulterebbero così inutili, oltre che infruttuosi, alcuni tentativi di armonizzazione tentati in passato. Ad esempio, è stato da alcuni ipotizzato, per spiegare le differenze, che Luca citasse la discendenza davidica di Maria, mentre Matteo quella di Giuseppe ma, come osserva l'interconfessionale Bibbia TOB, "benché Matteo e Luca riferiscano la nascita verginale di Gesù, entrambi presentano la sua genealogia attraverso Giuseppe, perché nell'Antico Testamento le discendenze vengono stabilite solo lungo la linea maschile" e Raymond Brown concordemente nota che "anche a prima vista, tuttavia, questa soluzione non può essere presa sul serio: una genealogia tracciata attraverso la madre non è normale nel giudaismo, e Luca chiarisce che sta tracciando la discendenza di Gesù attraverso Giuseppe [Lc3,23-24]" e anche il biblista Bart Ehrman ricorda come "entrambe [in Matteo e Luca] dicono esplicitamente di essere genealogie di Giuseppe (Mt1,16; Lc3,23)"; inoltre, precisa Brown che "la genealogia di Luca traccia la discendenza davidica e, nonostante le successive speculazioni cristiane, non sappiamo se Maria fosse di stirpe davidica" e, infine, "non c'è assolutamente nulla nel testo del Vangelo per giustificarla [la doppia genealogia]. E cosa si ottiene se genealogie così diverse si riconciliano quando le altre parti delle due narrazioni dell'infanzia sono apparentemente del tutto inconciliabili?". 
Anche in merito alla teoria del levirato, Raymond Brown precisa: "secondo questa teoria, entrambi gli evangelisti ci danno i resoconti familiari di Giuseppe, ma uno traccia gli antenati attraverso il padre naturale di Giuseppe, e l'altro attraverso il padre legale e defunto di Giuseppe [...] le difficoltà che affronta [questa teoria] sono enormi. Alla luce di queste difficoltà, la maggior parte degli studiosi oggi ha respinto la spiegazione che entrambe le genealogie di Matteo e Luca siano liste famigliari". 
Riguardo alla discrepanza di Matteo, che divide la genealogia di Gesù in tre gruppi di 14, Raymond Brown - analogamente ad altri studiosi, come quelli dell'interconfessionale Bibbia TOB, quelli del "Nuovo Grande Commentario Biblico", il biblista Bart Ehrman - osserva: "Matteo sapeva contare? Sebbene Matteo (1:17) insista sulla presenza di un modello 3×14 di generazioni nella genealogia di Gesù, quando si contano effettivamente le generazioni nelle tre sezioni della lista, sembra che l'aritmetica di Matteo lasci a desiderare" e, infatti, tale genealogia parla di tre gruppi di 14 nomi ma il terzo gruppo ne contiene solo 13; inoltre, "gli intervalli di tempo coperti dalle tre sezioni della genealogia sono troppo grandi per contenere solo quattordici generazioni ciascuno, poiché circa 750 anni separarono Abramo da Davide, circa 400 anni separarono Davide dall'esilio babilonese, e circa 600 anni separarono l'esilio babilonese dalla nascita di Gesù". Tale teologo ritiene che questo errore sia dovuto al fatto che "Matteo attinse due liste genealogiche già esistenti nelle liste greche che, a loro volta, erano parzialmente dipendenti dalle genealogie che si trovavano nella LXX [e inoltre] Matteo apportò alcuni cambiamenti in esso, specialmente aggiungendo i nomi di donne che, nonostante l'irregolarità della loro storia o situazione coniugale, erano impiegate da Dio per realizzare il Suo piano e preservare la linea messianica. [...] Dando sfogo a una predilezione per i modelli numerici, Matteo pensò di aver scoperto la chiave del piano di salvezza di Dio, un modello 3×14".

## Le antenate di Gesù
La presenza di quattro donne nella genealogia matteana (Tamar, Rut, Raab, e Betsabea) è una peculiarità, di cui hanno discusso molti biblisti.
Matteo, infatti, in questo modo si discosta apertamente dalla cultura del suo tempo, dove le donne non erano mai incluse in un albero genealogico; la stessa genealogia di Luca non ne fa menzione.
Secondo Giovanni Crisostomo, il primo a segnalare l'estraneità di queste figure nella genealogia di Gesù, la loro inclusione nella lista era un modo per indicare che Gesù era il Salvatore non solo del popolo ebreo ma anche dei Gentili. Tamar e Raab, infatti, erano cananee, mentre Rut era moabita (Betsabea, invece, benché sposata a uno straniero, sembra essere ebrea, almeno dal lato paterno). La loro presenza nella genealogia di Gesù deve essere considerata in contrasto con la tendenza di una parte degli israeliti verso la purezza etnica e in particolare con la proibizione dei matrimoni misti introdotta da Esdra.
Le quattro antenate compaiono nella Bibbia per le vicende seguenti:
- Tamar (Genesi, capitolo 38[52]). Nuora di Giuda figlio di Giacobbe. Secondo il racconto biblico fu moglie di Er e poi di Onan figli di Giuda. Dopo essere rimasta per due volte vedova e senza progenie usò uno stratagemma per rimanere incinta e dare un erede postumo ai mariti in accordo con la legge del levirato, che Giuda aveva infranto evitando di farle sposare il terzo (ed ultimo) figlio: Sela. Tamar si finse prostituta per avere rapporti con lo stesso Giuda. Lo stratagemma, che portò finalmente ad una gravidanza, venne successivamente giudicato da Giuda con queste parole: Essa è più giusta di me, per la ragione che io non la diedi a Sela mio figlio. (Genesi, 38,26[53]). Tamar a suo tempo partorì due gemelli Perez (o Fares) e Zera (o Zara). La linea di discendenza di Gesù avvenne tramite Fares (o Perez) così come si evince da Rut, 4,12[54] e Rut, 4,18-22[55] da 1Cronache, 2,4[56] e Matteo,1,3[57].
- Raab (Giosuè, capitoli 2-6.[58]). Fu una locandiera e prostituta cananea di Gerico, che abbandonò il politeismo per aderire alla fede nel Dio di Israele. Il racconto biblico asserisce che nascose due spie di Israele mandate in perlustrazione da Giosuè e li ospitò nella sua casa a rischio della sua stessa vita. La sua fede incondizionata è riportata anche da scrittori cristiani delle Sacre Scritture. La Lettera agli Ebrei la menziona dopo aver passato in rassegna la fede di molti devoti adoratori dell'antichità, come Gedeone, Barac, Sansone, Iefte, Davide e Samuele: «Per fede Raab la meretrice non perì con quelli che agirono disubbidientemente, avendo ricevuto le spie in modo pacifico» (Ebrei, 11,31[59]). La Lettera di Giacomo d'altronde, ne esalta le opere: «Nella stessa maniera anche Raab la meretrice non fu forse dichiarata giusta per le opere, dopo che ebbe ricevuto i messaggeri con ospitalità e li ebbe mandati fuori per un'altra via? »(Giacomo, 2,25[60]). La ex meretrice, secondo la Bibbia sposò Salmon ed ebbe un figlio, Booz, lo stesso Booz parente di Noemi e marito di Rut. La genealogia che porta a Gesù si trova in parte, fino a Davide, nel Libro di Rut (Rut, 4,20-22[61]) e quindi fino a Gesù stesso nel Vangelo secondo Matteo (Matteo, 1,5-6[62]).
- Rut (Rut[63]). Era una vedova moabita, nuora di Noemi, vedova a sua volta di Elimelec. Aveva sposato il figlio di Noemi, Malon, che insieme a suo fratello Chilon (sposato ad Orpa) e sua madre si trovavano a Moab per una carestia che li aveva costretti a lasciare la loro città natale Betlemme in Giudea. Quando anche i figli Malon e Chilon morirono e giunse notizia della cessata carestia in Giudea («aveva sentito dire che il Signore aveva visitato il suo popolo, dandogli pane» (Rut 1,6[64]) Noemi decise di tornare a Betlemme.

Dopo la partenza, mentre Orpa dopo ripetute insistenze della suocera tornò alla casa di sua madre in Moab, Rut «non si staccò da lei» Rut 1,14) e nonostante le ulteriori insistenze della suocera rispose, accorata ma decisa: «Non insistere con me perché ti abbandoni e torni indietro senza di te: dove andrai tu andrò anch' io, [...] ; il tuo popolo sarà il mio popolo e il tuo Dio sarà il mio Dio» Rut 1,16. L'amore e la devozione per la suocera e le leggi del suo Dio, una volta in Giudea, gli fecero accettare il consiglio di Noemi di proporsi come sposa a Booz, uno dei parenti più prossimi del defunto marito in accordo con la legge del levirato. Il racconto biblico specifica che di notte e all'aperto giacque ai piedi di Booz (Rut 3,8-14). A tal proposito il teologo e commentatore biblico Paulus Stephanus Cassel fa notare:
«Senza dubbio questo metodo simbolico di affermare il più delicato di tutti i diritti presuppone modi di una semplicità e virtù patriarcale. La fiducia della donna si basa sull'onore dell'uomo. Il metodo, tuttavia, non era di facile attuazione. Infatti qualsiasi anticipazione o segno premonitore al riguardo avrebbe strappato il velo del silenzio e del riserbo nuocendo alla modestia della richiedente. Ma una volta preso il via, la richiesta privilegiata non poteva essere negata senza disonorare la donna o l'uomo. Quindi possiamo esser certi che Naomi non mandò la nuora con questa ambasciata senza la massima fiducia che avrebbe avuto successo. Infatti è sicuro che nel caso in questione a tutte le altre difficoltà si aggiungeva anche questa: cioè che Booz, come Rut stessa dice, era sì un goel [un ricompratore], ma non il goel. Anche la risposta di Booz lascerebbe intendere che tale richiesta non gli giungeva del tutto inaspettata. Non che egli si fosse messo d'accordo con Naomi e avesse così fatto in modo di trovarsi da solo sull'aia, perché il fatto che egli fu colto di sorpresa nel sonno mostra che non prevedeva affatto quella visita notturna. Tuttavia l'idea che prima o poi Rut gli facesse presente il proprio diritto basato sui vincoli di sangue poteva essergli passata per la mente. Ma anche questa congettura sulla possibilità o probabilità che ciò avvenisse non può essere usata per sollevare Rut dall'onere di manifestare il proprio libero arbitrio seguendo questa procedura simbolica»
Booz comprò da Noemi l'eredità di Elimelech e Rut divenne sua moglie, dandogli in seguito un figlio, Obed, che troviamo nella linea di discendenza di Davide (Rut, 4,17-22) e di Gesù Cristo (Matteo, 1,5).
- Betsabea (Secondo libro di Samuele, capitoli 11-12.[72]). Si parla di lei nel Secondo libro di Samuele, nel Primo libro dei Re e nella soprascritta del Salmo 51 (in alcune traduzioni della Bibbia il 50) attribuito a Davide e scritto dopo che peccò con Betsabea.

Moglie di Uria l'Ittita, un valoroso e fedele guerriero nonché guardia del corpo reale, Betsabea fu notata dal Re Davide dalla sua terrazza mentre faceva il bagno in un edificio adiacente. Dopo essersi accertato dell'assenza del marito, Davide la mandò a chiamare ed ebbe rapporti sessuali con lei, che rimase incinta. Saputo della sua gravidanza, Davide incoraggiò Uria al rientro dalla campagna militare a cui stava partecipando per dormire con la moglie e aver rapporti con Betsabea, in modo da attribuire subdolamente la gravidanza ad Uria stesso, ma il piano fallì proprio per la fedeltà di Uria al suo popolo, ai suoi compagni d'armi e al suo Re. Davide convertì il suo piano in uno criminale, consegnando Uria alle prime linee nemiche affinché morisse, cosa che in effetti avvenne. (2Samuele, 11,1-27)
Il progetto criminale e i suoi risultati, secondo il racconto biblico, non sfuggirono agli "occhi" di Dio: « [...] Ma ciò che Davide aveva fatto era male agli occhi del Signore» (2Samuele, 11,27) per cui mandò il profeta Natan che pronunciò alcune sentenze profetiche sulla famiglia del Re e sul figlio nato dalla sua relazione con Betsabea. La Bibbia afferma che Davide si pentì amaramente anche se nonostante il suo pentimento, subì il giudizio divino annunciato da Natan. Tempo dopo Betsabea rimase di nuovo incinta di Davide e partorì Salomone, destinato a succedere al padre come terzo Re d'Israele e ad essere l'antenato di Gesù, come riportato dalla genealogia di Matteo (Matteo, 1,6).
Il bagno di Betsabea in una posizione visibile dalla reggia ha creato difficoltà sin dall'antichità e questo potrebbe essere il motivo per cui l'episodio viene omesso nel libro delle Cronache e apertamente negato in ḥadīth del Corano. Per i rabbini, invece, Betsabea era protetta da uno specchio, che andò casualmente in frantumi, mentre David riuscì ad ammirarla solo perché era salito sul tetto della reggia, un improbabile posto d'osservazione che Betsabea non aveva previsto.
Albright e Mann sono a favore della teoria secondo la quale queste quattro donne vengono citate per sottolineare il ruolo di importanti figure femminili del passato e per paragonarle implicitamente a un'altra donna citata nella genealogia: Maria. Nonostante la struttura patriarcale della società ebraica, la realizzazione del piano di Dio ha richiesto il libero arbitrio di cinque donne fuori del comune.
Studiosi di stampo femminista, come Amy-Jill Levine, sostengono l'idea che questa presenza di donne serve invece a sottolineare lo stampo patriarcale della genealogia vista la preponderanza di nomi maschili, mentre Brown sostiene che serve a mostrare che il volere di Dio non è per nulla condizionato dallo spirito dell'epoca.
Benché secondo Matteo Gesù non discenda carnalmente da queste antenate, molti scrittori hanno cercato di trovare il significato della presenza nella genealogia di Gesù di antenate, la cui statura morale è sempre stata oggetto di controversie. Secondo il cristianesimo occidentale la loro presenza è utile per insegnare che «il nostro Signore e salvatore Gesù è venuto per questo ﬁne: per prendere su di sé i peccati degli uomini». Anche secondo Girolamo ciò suggerisce che l'autore di Matteo incluse queste figure per mostrare quanto pressante fosse la necessità di una riforma dei costumi, mentre Gundry vede in essa un tentativo di giustificare le origini umili di Gesù mostrando come grandi personaggi del passato avessero origini altrettanto oscure. La Chiesa d'Oriente, invece, nelle poesie liturgiche di Efrem il Siro ritenne peccaminosa la condotta di queste antenate, addirittura esagerando l'irregolarità del loro comportamento sessuale, ma la spiegò con l'ardente desiderio di partecipare alla realizzazione della profezia messianica di Giacobbe a Giuda in Gn 49, 10-12.
Vittorio Messori indica che gli errori o la cattiva condotta di alcuni personaggi sono un indizio a favore della veridicità storica dei vangeli canonici: non avrebbe infatti giovato in alcun modo, per il cristianesimo delle origini, inventare a posteriori una genealogia con caratteristiche negative. Oltre a questo Messori nota come non esista nei vangeli una genealogia di Maria, l'unico genitore con il quale Cristo, secondo la dottrina cristiana, aveva un legame di sangue; infine, in una società dove le disgrazie erano considerate castighi di Dio che si tramandavano "fino alla settima generazione" non sarebbe stato conveniente attribuire a Gesù degli antenati che, pur essendo nobili, appartenevano ad un "ramo decaduto" della discendenza di Davide.

## Terminologia
Il termine "libro della genealogia" o biblos geneseos possiede diversi significati; gran parte degli studiosi concordano nell'affermare che l'accezione più logica di questo termine sia semplicemente toledot, sebbene una piccola minoranza opti per tradurla con "libro dell'avvento" e lo considerino riferito all'intero Vangelo. Brown ha prolungato l'estensione della frase il libro della genesi portata da Gesù, implicando che esso discute la nuova creazione del mondo da Gesù.
In epoca moderna il termine Cristo è considerato applicabile solo a Gesù, ma al tempo di Matteo esso aveva un significato più ampio e in Matteo non è specificato se esso indichi Gesù come il Cristo o meramente come un Cristo. -La forma utilizzata da Matteo indica che la parola Cristo è usata come un titolo, piuttosto che come un aggettivo o un nome regolare, cosa del tutto inusuale poiché questo tipo di utilizzazione venne adottato molto dopo la morte di Cristo, implicando così una datazione posteriore per il Vangelo. In ogni suo passo l'autore del Vangelo di Matteo usa il termine il Cristo.
Secondo Brown alcuni hanno teorizzato che il nome di Davide preceda quello di Abramo poiché l'autore di Matteo ha cercato di enfatizzare la linea di sangue davidica di Gesù. Gundry asserisce che la struttura di questo passaggio tenta di ritrarre Gesù come il culmine delle genealogie del Vecchio Testamento.

## Possibili errori di trascrizione
L'autore del Vangelo di Matteo ha la tendenza a fare uso di una sillabazione che corrisponde a quella dei Settanta piuttosto che al Testo Masoretico, suggerendo così che furono proprio i Settanta ad essere l'origine della sua genealogia. Tuttavia, il nome di Raab viene sillabato come Rachab, e ciò rappresenta una deviazione dai Settanta, sebbene la sillabazione Rachab appaia anche nelle opere di Flavio Giuseppe, portando all'ipotesi che ciò sia sintomo di un cambiamento di pronuncia avvenuto durante questo periodo.
L'autore del Vangelo di Matteo aggiunge al nome di Asa una "φ". Gundry sostiene che questo sia un tentativo di creare un collegamento con il Salmo 78, che contiene alcune profezie messianiche, poiché Asa è il nome a cui viene attribuita la paternità del Salmo 78. Tuttavia, molti altri studiosi sono dell'opinione che si tratti nient'altro che di un errore di trascrizione e gran parte dei moderni traduttori della Bibbia correggono questo verso del Vangelo di Matteo. Resta però incerto se sia stato l'autore originale del Vangelo di Matteo a compiere l'ipotetico errore e se sia stato un copista successivo.
Anche il nome di Amon mostra caratteristiche simili. L'autore del Vangelo di Matteo scrive il nome Amos invece di Amon, dal che Grundy ha arguito che ciò potrebbe essere il tentativo di collegare il profeta minore Amos, il quale fece profezie messianiche, ma ancora una volta altri studiosi propendono per un semplice errore di trascrizione.

## Concepimento verginale di Gesù
In Matteo 1:16 la modalità espositiva con cui il passaggio di generazione in generazione è descritto identicamente nei versetti precedenti viene abbandonata e ciò distacca Giuseppe dalla linea di sangue di Gesù, sottolineando così che egli era semplicemente il marito della donna che lo ha concepito. Nell'originale greco, la parola - tradotta come "dalla quale" è indubbiamente femminile. Inoltre il passaggio alla forma passiva indica il concepimento verginale di Gesù.
Gli studiosi, tuttavia, hanno sottolineato che le fonti antiche presentano importanti varianti del versetto 1:16 di Matteo. Per esempio, il Codex Koridethi recita:
Giacobbe era padre di Giuseppe,
al quale la beata vergine
Maria diede Gesù, chiamato il Cristo
Mentre il Codex Sinaiticus recita:
Giacobbe era padre di Giuseppe,
al quale venne data la vergine Maria
ed era padre di Gesù
La prima versione rappresenta ancora lo stesso modello usato nelle traduzioni moderne, in quanto pur evitando l'espressione contorta del testo usuale, il suo cambiamento nella voce passiva, si sforza di distanziare Giuseppe dalla parentela con Gesù, per sostenere il concepimento verginale. L'altra versione, invece, afferma chiaramente che Giuseppe era davvero il padre di Gesù, e contemporaneamente sembra che dichiari la verginità di Maria, la parola che ora è tradotta con "vergine" in realtà corrisponde alla parola greca parthenekos che si può tradurre più letteralmente con "nubile". Alcuni studiosi vedono queste seconde versioni come prove contro la dottrina del concepimento verginale di Gesù, mentre altri postulano che il testo originale avesse solamente parole del tipo "e Giuseppe era il padre di Gesù", seguendo il modello dei versi precedenti, e che successivamente siano state alterate per chiarire che questa non era una parentela biologica.
Raymond Brown ha suggerito che queste varianti non si occupano tanto della discussione a favore o meno della concezione verginale, quanto a favore della dottrina della verginità perpetua di Maria; entrambe sembrano tentativi di evitare di fare di Giuseppe il marito di Maria, e quindi di sopprimere il suggerimento di attività sessuali tra di loro. Forse il più evidente problema riguardante questo aspetto della genealogia è che se Giuseppe non è altro che un padre provvisorio di Gesù, si pone la questione del motivo per cui Matteo, dedicasse i versi precedenti alla sua genealogia. All'epoca la parentela legale generalmente era considerata più importante della discesa biologica, e così manifestando che Giuseppe era un membro del casato di David, anche un figlio adottato legalmente era considerato parte della stessa dinastia.

## La famiglia e i discendenti collaterali di Gesù
I parenti di sangue di Gesù venivano chiamati genericamente «Fratelli di Gesù», un nome sacro riservato solamente a loro. I discendenti di costoro, che costituivano un ramo collaterale indirettamente imparentato con Gesù, furono chiamati in greco Desposyni. La parola greca δεσπότης (despotes), che significa «signore», «maestro», o talora «proprietario di una nave», era comunemente usata per indicare Dio, un uomo padrone di schiavi, o lo stesso  Gesù in Luca 13:25 trovato nel Papiro 75, in Giuda Taddeo 1:4, e nella seconda lettera di Pietro 2:1. Nella credenza ebionita, tra i cosiddetti fratelli di Gesù vi è compresa anche sua madre Maria, suo padre Giuseppe, alcune sorelle senza nome menzionate nei Vangeli, e i suoi fratelli Giacomo il Giusto, Joses, Simone e Giuda. Nelle credenze cristiane moderne, si tende a considerare Maria una parente di sangue, Giuseppe il padre o un padre putativo, e a ritenere gli altri o fratellastri o cugini. Vi è infine una leggenda secondo cui esisterebbe una linea di sangue che discenderebbe direttamente da Gesù.

### Riferimenti
1. ↑   Mt 1,1-16, su La Parola - La Sacra Bibbia in italiano in Internet.
2. ↑   Lc 3,23-38, su La Parola - La Sacra Bibbia in italiano in Internet.
3. ↑   Santi Antenati di Gesù, su santiebeati.it. URL consultato il 24 dicembre 2020.
4. ↑   Is 11,1-2, su La Parola - La Sacra Bibbia in italiano in Internet.
5. 1 2  Cfr ad esempio: Bibbia TOB, Elle Di Ci Leumann, 1997, p. 2332, ISBN 88-01-10612-2; Raymond E. Brown, The Birth of the Messiah, Doubleday, 1993, pp. 89, 525, 588-589, ISBN 0-385-47202-1; Bart Ehrman, Il Nuovo Testamento, Carocci Editore, 2015, pp. 156-157, ISBN 978-88-430-7821-9.
6. ↑  La Bibbia, via, verità e vita, San Paolo ed., 2009, p. 2167 nota a margine.
7. ↑   Mt1,17, su La Parola - La Sacra Bibbia in italiano in Internet.
8. ↑  Cfr: Bibbia TOB, Elle Di Ci Leumann, 1997, p. 2178, ISBN 88-01-10612-2; Raymond E. Brown, The Birth of the Messiah, Doubleday, 1993, pp. 69-70, 74-75, 81-82, 590, ISBN 0-385-47202-1; Raymond E. Brown, Joseph A. Fitzmyer, Roland E. Murphy, Nuovo Grande Commentario Biblico, Queriniana, 2002, pp. 826-827, ISBN 88-399-0054-3; Bart D. Ehrman, Jesus, Interrupted - Revealing the Hidden Contradictions in the Bible, HarperCollins Publishers, 2009, pp. 37-38, ISBN 978-0-06-186327-1; Bart Ehrman, Il Nuovo Testamento, Carocci Editore, 2015, pp. 123-126, ISBN 978-88-430-7821-9.
9. ↑  A.E. Rüthy, in Bo Reicke, Leonhard Rost (Hrsgs.), Biblisch-historisches Handwörterbuch (BHH), Göttingen, Vandenhoeck & Ruprecht, vol. III, 1966, 1777-78.
10. ↑   Sal 131,11, su La Parola - La Sacra Bibbia in italiano in Internet.
11. ↑   Tertulliano, De Carne Christi ("La carne di Cristo"),  pp. 20–22.
12. ↑   Romani Romani 1,3, su laparola.net..
13. ↑  fra cui:  Ignazio di Antiochia, Epistola agli Efesini,  p. 18.;   Giustino, Dialogus cum Tryphone Judaeo ("Dialogo con Trifone"),  p. 100..
14. ↑  E. W. Bullinger, Number in Scripture, 2005, ed. Cosimo, New-York, p. 160.
15. ↑  H. A. Ironside, Luke, Kregel Publication, Grand Rapids (USA), p. 72.
16. ↑  Frédéric Godet, Commentaire sur l'évangile de Luc, Tome I.
17. ↑  James Tabor, The Jesus Dynasty: The Hidden History of Jesus, His Royal Family, and the Birth of Christianity, Simon & Schusters Paperbacks, 2006, New-York, p. 342.
18. ↑  Jean-Christian Petitfils, Jésus, éd. Fayard, 2011, p. 88.
19. ↑   Lc3,23-24, su La Parola - La Sacra Bibbia in italiano in Internet.
20. ↑  David M. Goodblatt, The Monarchic Principle: Studies in Jewish Self-government in Antiquity, Tübingen, Mohr 1994, cap. II: "The Doctrine of the Diarchy", pp.57-76.
21. ↑  J.A.Soggin, I manoscritti del Mar Morto, Roma 1981, pp.129-130.
22. ↑  Cfr II, 6-7 e in particolare: "il Signore risveglierà da Levi un Sommo Sacerdote e da Giuda un Re, Dio e Uomo”.
23. ↑  Cfr. nel Talmud diversi testi fra cui: B. Suk 52a, un testo che potrebbe essere precedente alla distruzione del Tempio secondo David C. Mitchell, "Messiah ben Joseph in the Babylonian Talmud", Review of Rabbinic Judaism 8 (2005): 77-90. Tutti i testi biblici ed extra-biblici che hanno dato origine o hanno testimoniato la tradizione ebraica sull'esistenza di un messia figlio di Giuseppe sono raccolti e discussi da David Mitchell nel libro: Messiah ben Joseph, Campbell Publications, Newton Mearns, Scotland, 2016.
24. 1 2 3  Realtà dei due bambini Gesù.
25. ↑  Cfr. anche Gabriele Burrini, I due bambini Gesù e i due Messia.
26. ↑  Mario Di Stefano, Fede laica: ad occhi aperti, pp. 24-27, Youcanprint, 2015.
27. ↑  Rudolf Steiner, Da Gesù a Cristo, Berlino, 4 novembre 1913, O.O. 148.
28. ↑  Cfr. Emil Bock, The Childhood of Jesus
29. ↑  Cfr. anche la sintesi del Quinto Vangelo di Steiner, pp. 13-15.
30. ↑  Si vedano anche le sezioni: "Attendibilità storica delle fonti evangeliche sulla Natività" alla voce "Data di nascita di Gesù",  "Storicità e significato teologico dell'avvenimento" alla voce "Magi (Bibbia)", "Storicità" alla voce "Stella di Betlemme", "Interpretazione critica" alla voce "Nascita di Gesù".
31. ↑  John Dominic Crossan, Gesù: una bibliografia rivoluzionaria, Ponte alle Grazie, 1994, pp. 36-46, ISBN 88-7928-270-0.
32. ↑  Bibbia di Gerusalemme, EDB, 2011, p. 2439, ISBN 978-88-10-82031-5.
33. ↑  Rudolf Bultmann, History of the Synoptic Tradition, Hendrickson Publisher, 1963, pp. 291-301, 304, 443-448, ISBN 1-56563-041-6.
34. ↑  Raymond E. Brown, Joseph A. Fitzmyer, Roland E. Murphy, Nuovo Grande Commentario Biblico, Queriniana, 2002, pp. 829, 890-892, ISBN 88-399-0054-3.
35. ↑  Bart Ehrman, Jesus apocalyptic prophet of the new millennium, Oxford University Press, 1999, pp. 36-39, 97, ISBN 978-0-19-512474-3 (e cfr anche: Bibbia TOB, Nuovo Testamento Vol.3, Elle Di Ci Leumann, 1976, pp. 202, 285; Corrado Augias e Mauro Pesce, Inchiesta su Gesù, Mondadori, 2011, p. 10, ISBN 978-88-04-57132-2.).
36. ↑  Raymond E. Brown, The Birth of the Messiah, Doubleday, 1993, pp. 6, 35-38, 100, 240, 497, 562, ISBN 0-385-47202-1.
37. 1 2  Bibbia TOB, Elle Di Ci Leumann, 1997, p. 2332, ISBN 88-01-10612-2.
38. ↑  Raymond E. Brown, Joseph A. Fitzmyer, Roland E. Murphy, Nuovo Grande Commentario Biblico, Queriniana, 2002, p. 896, ISBN 88-399-0054-3.
39. ↑  Corrado Augias e Mauro Pesce, Inchiesta su Gesù, Mondadori, 2011, p. 46, ISBN 978-88-04-57132-2.
40. ↑  Bart Ehrman, Il Nuovo Testamento, Carocci Editore, 2015, pp. 123-126, 156-157, ISBN 978-88-430-7821-9.
41. ↑  Raymond E. Brown, The Birth of the Messiah, Doubleday, 1993, pp. 35, 85, 89, 90, 94, 505, 587-588, ISBN 0-385-47202-1.
42. ↑  Raymond E. Brown, The Birth of the Messiah, Doubleday, 1993, pp. 89, 525, 588-589, ISBN 0-385-47202-1.
43. ↑   Lc3,23-24, su La Parola - La Sacra Bibbia in italiano in Internet.
44. ↑  Bart Ehrman, Il Nuovo Testamento, Carocci Editore, 2015, pp. 156-157, ISBN 978-88-430-7821-9.
45. ↑   Mt1,16; Lc3,23, su La Parola - La Sacra Bibbia in italiano in Internet.
46. ↑  Raymond E. Brown, The Birth of the Messiah, Doubleday, 1993, pp. 90, 503-504, 587, ISBN 0-385-47202-1.
47. ↑   Mt1,1-17, su laparola.net..
48. ↑  Raymond E. Brown, The Birth of the Messiah, Doubleday, 1993, pp. 69-70, 74-75, 81-82, 590, ISBN 0-385-47202-1.
49. ↑  Bibbia TOB, Elle Di Ci Leumann, 1997, p. 2178, ISBN 88-01-10612-2.
50. ↑  Raymond E. Brown, Joseph A. Fitzmyer, Roland E. Murphy, Nuovo Grande Commentario Biblico, Queriniana, 2002, pp. 826-827, ISBN 88-399-0054-3.
51. ↑  Bart D. Ehrman, Jesus, Interrupted - Revealing the Hidden Contradictions in the Bible, HarperCollins Publishers, 2009, pp. 37-38, ISBN 978-0-06-186327-1; Bart Ehrman, Il Nuovo Testamento, Carocci Editore, 2015, pp. 123-126, ISBN 978-88-430-7821-9.
52. ↑   Genesi 38, su La Parola - La Sacra Bibbia in italiano in Internet.
53. ↑   Genesi 38,26, su La Parola - La Sacra Bibbia in italiano in Internet.
54. ↑   Rut 4,12, su La Parola - La Sacra Bibbia in italiano in Internet.
55. ↑   Rut 4,18-22, su La Parola - La Sacra Bibbia in italiano in Internet.
56. ↑   1Cronache 2,4, su La Parola - La Sacra Bibbia in italiano in Internet.
57. ↑   Matteo 1,3, su La Parola - La Sacra Bibbia in italiano in Internet.
58. ↑   Gios 2-6, su La Parola - La Sacra Bibbia in italiano in Internet.
59. ↑   Ebrei 11,31, su La Parola - La Sacra Bibbia in italiano in Internet.
60. ↑   Giacomo 2,25, su La Parola - La Sacra Bibbia in italiano in Internet.
61. ↑   Rut 4,20-22, su La Parola - La Sacra Bibbia in italiano in Internet.
62. ↑   Matteo 1,5-6, su La Parola - La Sacra Bibbia in italiano in Internet.
63. ↑   Rut, su La Parola - La Sacra Bibbia in italiano in Internet.
64. ↑   Rut 1,6, su La Parola - La Sacra Bibbia in italiano in Internet.
65. ↑   Rut 1,14, su La Parola - La Sacra Bibbia in italiano in Internet.
66. ↑   Rut 1,16, su La Parola - La Sacra Bibbia in italiano in Internet.
67. ↑   Rut 3,8-14, su La Parola - La Sacra Bibbia in italiano in Internet.
68. ↑  Theologisch-homiletisches Bibelwerke, Das Buch Ruth, di J. P. Lange, 1865, p.226
69. ↑  Theologisch-homiletisches Bibelwerke, Das Buch Ruth
70. ↑   Rut 4,17-22, su La Parola - La Sacra Bibbia in italiano in Internet.
71. ↑   Matteo 1,5, su La Parola - La Sacra Bibbia in italiano in Internet.
72. ↑   2Sam 11-12, su La Parola - La Sacra Bibbia in italiano in Internet.
73. ↑   2Samuele 11,1-27, su La Parola - La Sacra Bibbia in italiano in Internet.
74. ↑   2Samuele 11,27, su La Parola - La Sacra Bibbia in italiano in Internet.
75. ↑   Matteo 1,6, su La Parola - La Sacra Bibbia in italiano in Internet.
76. ↑  Ad esempio da parte di ʿAlī al-Riḍā: Oyoun Akhbar Al-Ridha, vol 1, p 154; Cfr. anche Tafsir Nemooneh, vol 19, p 257; Amali Saduq, p 91.
77. ↑  Origene, Omelie su Luca, 28, in Patrologia Greca 13,1873A.
78. ↑  Susan Ashbrook Harvey,Holy Impudence, Sacred Desire. The Woman of Matthew 1:1-16 in Syriac Tradition, in G. Kalantzis - T.F. Martin (eds.), Studies on Patristic Texts and Archaeology. If These Stones Could Speak... Essays in Honor of Dennis Edward Groh, Edwin Mellen Press, Lewiston NY 2009, pp. 29-50.
79. ↑  Vittorio Messori, Ipotesi su Gesù, SEI, Torino, 1976, pag. 153-157.
80. ↑   Mt 1:16, su La Parola - La Sacra Bibbia in italiano in Internet.